# Братя Сафди
Джошуа Хенри Сафди (на английски: Joshua Henry Safdie) и Бенджамин Сафди (на английски: Joshua Henry Safdie) са американски филмови режисьори, сценаристи, продуценти и актьори от Ню Йорк, които често работят заедно. Сред най-известните им филми са „Добри времена“ (2007) с Робърт Патинсън в главната роля и Uncut Gems (2019) с Адам Сандлър.
Двамата са с еврейски произход и израстват в кварталите „Куинс“ и „Манхатън“. Започват да се занимават с кино от ранна възраст, като са вдъхновени от баща си Алберто, който е филмов ентусиаст. Фенове са на баскетболния „Ню Йорк Никс“, а доста от филмите им са със спортна тематика – Lenny Cooke (2013), Uncut Gems (2019), Машина за разбиване (2025) и Marty Supreme (2025). Бени е създател и сценарист на минисериала черна комедия The Curse от 2023 година, в който участва и като актьор.
Като вдъхновители определят режисьорите Джон Касаветис, Мартин Скорсезе, Куентин Тарантино, аниматора Робърт Кръмб и писателя Ървин Уелш.

## Филмография
Пълнометражни филми
| Година | Филм                         | Режисьор | Сценарист | Продуцент | DoP  | Монтаж |
| ------ | ---------------------------- | -------- | --------- | --------- | ---- | ------ |
| 2008   | The Pleasure of Being Robbed | Джош     | Джош      | Джош      | Джош | Да     |
| 2009   | Daddy Longlegs               | Да       | Да        | Не        | Джош | Да     |
| 2013   | Lenny Cooke                  | Да       | Не        | Не        | Джош | Бени   |
| 2014   | Heaven Knows What            | Да       | Джош      | Не        | Не   | Бени   |
| 2017   | Добри времена                | Да       | Джош      | Не        | Не   | Бени   |
| 2019   | Uncut Gems                   | Да       | Да        | Не        | Не   | Бени   |
| 2025   | Машина за разбиване          | Бени     | Бени      | Бени      | Не   | Бени   |
| 2025   | Marty Supreme                | Джош     | Джош      | Джош      | Не   | Не     |